# Otto Klauwell
Otto Klauwell (Langensalza, Turíngia, 7 d'abril de 1851 - 11 de maig de 1917) fou un compositor i musicògraf alemany.
Prengué part en la guerra de 1870 i després entrà en la Universitat de Leipzig, on, el 1874 aconseguí el grau de doctor en Filosofia, seguint ensems els cursos en el Conservatori.
Fou professor i vice-director del Conservatori de Colònia, on entre els seus alumnes tingué a Ludwig Wüllner.

## Obres
- Obertures
- Música de cambra
- Lieder's
- Peces per a piano
- Abendfreide: per a cors mixtes

## Òperes
- Das Maedchen vom See: Colònia (1889)
- Die heimlidchen Richter: Elberfelt (1904)

## Literatura musical
- Die historische Enlwickelung des musikalischen Kanons, (1874)
- Musikalische Gesichtspunke, (1881)
- Der Vortrag in der Musik, (1883)
- Der Fingersatz der Klavierspieles, (1885)
- Die Formen der Instrumental Musik, (1894)
- Geschichte der Sonate, (1899)
- Studien und Erinnerungen, (1904)